# Parc d'État d'Afton
Le parc d'État d'Afton (anglais : Afton State Park) est une réserve naturelle située dans l'État du Minnesota aux États-Unis, sur la St. Croix River, dans le comté de Washington. Elle est parcourue par des chemins de randonnées qui offrent des points de vue remarquables sur les reliefs d'origine glaciaire de la région. On peut également y observer de nombreux oiseaux.